# Češki pokret otpora
Češki pokret otpora je jedva dokumentirani subjekt, pošto je bilo mnogo neformalnog odupiranja politici nacističke Njemačke. U ranim danima rata češka populacija je bojkotirala javni prijevoz i pozivala na masovne demonstracije.

## Ujedinjenje skupina otpora (ÚVOD)
Mreža otpora koja je postojala tijekom rata bila je pod zapovjedništvom čehoslovačkog predsjednika Edvarda Beneša, koji je surađivao s Františekom Moravcom (zapovjednik Čehoslovačke vojne obavještajne službe), te pomoću njega upravljao Češkim pokretom otpora iz izbjeglištva u Londonu. Prema njemačkom mišljenju, glavnina otpora nalazila se u Središnjem vodstvu za domovinski otpor (Ústřední vedení odboje domácího, ÚVOD). ÚVOD je bio tajna veza između Beneša u Londonu i bohemijsko-moravskog protektorata. Jasnije rečeno, ÚVOD je bio tiha, privremena Vlada Češke, sve do oslobođenja 1945.
Tri veće skupine otpora koje su se okupljale oko ÚVOD-a bile su: Političko središte (Politické ústředí, PÚ), Komitet peticije “Ostajemo vjerni” (Petiční výbor Věrni zůstaneme, PVVZ), i Obrana naroda (Obrana národa, ON). Sve ove skupine bile su demokratske po karakteru, te opozicija četvrtoj skupini otpora - Komunističkoj partiji Čehoslovačke (KSČ). Većina pripadnika Komunističke partije bili su bivši članovi Čehoslovačke vojske koji su raspušteni. 1941., ÚVOD je potvrdio novu političku platformu, dizajniranu od ljevičarske skupine PVVZ, nazvanu “Za slobodu: U novu Čehoslovačku Republiku”. U njoj, ÚVOD je zadržao vjernost demokratskim načelima bivšega čehoslovačkog predsjednika Tomáša Masaryka, koji je pozvao na stvaranje republike sa socijalističkim obilježjima, i pozvao sve pripadnike Vlade u izbjeglištvu, da, kada se vrate, prate u korak socijalizam u državi.
Osim što je bio veze između Londona i Praga, ÚVOD je bio odgovoran i za prijenos obavještajnih i vojnih izvještaja. Izvještaji su davani putem tajnih krugovalnih postaja, čije su poruke mogli slušati i Česi. Međutim, ÚVOD je znao prenositi i netočne izvještaje, krive obavještajne ili vojne novosti. Ponekada je to rađeno i namjerom. Beneš je često poticao ÚVOD da šalje lažne, optimistične, izjave o vojnome stanju u zemlji i okolo, radi dizanja morala diljem Pokreta otpora.
Dok je ÚVOD služio Benešu, nekada se i udaljavao od njegove politike. Tijekom ljeta 1941., ÚVOD je odbio Benešov prijedlog o polovičnom protjerivanju sudetskih Nijemaca, kada se rat završio Beneš je u vidu imao cjelokupno protjerivanje Nijemaca s područja Čehoslovačke, ali ÚVOD je uspio da promijeni Benešovo mišljenje.

## ÚVOD i Komunistička partija Čehoslovačke (KSČ)
ÚVOD-ovi odnosi s KSČ-e bili su važan čimbenik u daljnjem djelovanju otpora, pošto je i oslobađanje Češke bilo i u cilju Sovjetskog Saveza. Njemačka invazija na Sovjetski Savez u lipnju 1941. obilježila je češko-sovjetske odnose. Prije invazije, “glavni komunistički cilj bio je zaustaviti imperijalistički rat” i često je bio simpatičan njemačkim radnicima u Reichu. Nakon invazije, Pokret otpora računao je na komunističku pomoć Moskve Češkoj. U medijskom prijenosu iz Londona 24. lipnja 1941. preko ÚVOD-a, Beneš je obavijestio svoju zemlju da su “odnosi dviju zemalja vraćeni na razinu pred-Münchenskog sporazuma i starog prijateljstva.”
Dok je KSČ neslužbeno bio dio ÚVOD-a i držala svoju organizacijsku nezavisnost, pozvala je na ujedinjenje svih anti-fašističkih skupina u zemlji. Vođe KSČ povezale su se s ÚVOD-om, pomažući u poboljšanju sovjetsko-čeških odnosa. Beneš je često koristio vođe KSČ-e da dogovaraju sastanke u Moskvi što je poboljšavalo odnose dviju zemalja. Postoje neki dokazi da je ÚVOD upozorio Sovjetski Savez na njemačku invaziju u travnju 1941. U ožujku 1941., Beneš je primio obavijest o pojačavanju njemačkih trupa oko sovjetske granice. Prema njegovu sjećanju, odmah je obavijest dao Amerikancima,Britancima, i Sovjetskom Savezu. Sudbina KSČ-e bila je slična kao i ÚVOD-ova. KSČ je također trpjela istrijebljivanje nakon ubojstva Reinharda Heydricha, te ostaje u nemogućnosti da se oporavi sve do 1944.

## Češki pokret otpora i Heydrichovo ubojstvo
Najslavniji čin Pokreta otpora Češke bio je ubojstvo Reinharda Heydricha 27. svibnja 1942. od strane čehoslovačkih vojnika Jana Kubiša i Jozefa Gabčíka, što je, ujedno, izazvalo i razaranje Češkog pokreta otpora i ÚVOD-a. Do kraja rujna Heydrich je uspio uhititi ogroman broj pripadnika ÚVOD-a i uništiti vezu između Češke i Londona.
Njemačka reakcija na ubojstvo Heydricha potaknuta je Češkim pokretom otpora 1942. Nacisti su pokrenuli strašnu osvetu, razorili su dva sela, Lidice i Ležáky do zemlje. U listopadu 1942., 1 331 ljudi osuđeno je na smrt na Sudu Protektorata, tisuću židova poslano je izravno iz Češke u koncentracijski logor Mauthausen, te drugih 252 ljudi poslano je u isti logor zbog upletenosti u ubojstvo. I konačno, u zadnjim trenutcima nacističke osvete, preostali pripadnici ÚVOD-a su uhićeni.